# ЛВК Винпром
Винпром Търговище е акционерно дружество за производство на алкохолни напитки в гр. Търговище. Изпълнителен директор на компанията е Петко Матеев.

## История
През 1976 г. се създава „Лозаро-винарски комплекс“ в Търговище. Въз основа на разпореждане на Министерския съвет от 17 март 1994 г. ДФ „Лозаро-винарски комплекс“ в Търговище се преобразува в еднолично дружество с ограничено отговорност „ЛВК – Търговище“ ЕООД и впоследствие в „ЛВК – Винпром“ ЕООД.

## Акции
Дела на акционерите:
- 2001: РМД „Винпром Търговище 96“ АД – 27,3 %, „Холдинг Кооп Юг“ АД – 27,1 %, „Българска холдингова компания“ АД – 18 %, „Вулкаскот“, Австрия – 8,2 %, други – 19,4 %.
- 2007: РМД „Винпром Търговище 96“ АД – 63 %, „Холдинг Кооп Юг“ АД – 28 %, физически лица – 9 %[1].

## Персонал
| Година   | 1998 | 2001 | 2003 | 2004 |
| -------- | ---- | ---- | ---- | ---- |
| Персонал | 395  | 288  | 320  | 250  |

## Производство
Произвежда висококачествени бели и червени вина, ракии, водка, джин, бренди, вермути и шампанско.
През 2001 година най-голям дял в производството на предприятието имат висококачествените трапезни вина със 72,15 %, следвани от пенливите вина с 10,77 %, водката с 9,27 %, ракии с 3,71 %, вермути с 2,7 %, джин с 1,33 % и други с 0,07 %.

### Износ
До 1997 г. „ЛВК – Винпром“ АД изнася около 70–75 % от продукцията си за страните от ОНД и само 25–30 % продава на вътрешния пазар.
Главен външен пазар на продукцията за винпрома е Русия - през първото тримесечие на 2003 г. за страната са изнесени 250 000 бутилки с вино. Изнасят се предимно бели и червени вина, с 12 на сто алкохолно съдържание.

### Отчет
Данни от отчета за приходите и разходите (в хил.лева)
| Година | Нетни приходи от продажби | ОБЩО ПРИХОДИ | Разходи за материали | Разходи за персонал | Разходи за амортизация | ОБЩО РАЗХОДИ |
| ------ | ------------------------- | ------------ | -------------------- | ------------------- | ---------------------- | ------------ |
| 1997   | 13 503                    | 20 693       | 12 875               | 1822                | 128                    | 19 370       |
| 1998   | 13 595                    | 20 958       | 8028                 | 2100                | 890                    | 20 843       |
| 1999   | 17 754                    | 18 807       | 9844                 | 1941                | 997                    | 18 388       |
| 2000   | 15 496                    | 19 014       | 12 083               | 979                 | 918                    | 18 612       |
| 2006   |                           | 25 000       |                      |                     |                        |              |

## Награди
На „Винария 2009“ винпромът се нарежда на 3-то място за производител на най-качествени вина в България, с 13 златни и 16 сребърни медала.